# Tam, na tajemniczych dróżkach
Tam, na tajemniczych dróżkach (ros. Там, на неведомых дорожках…) – radziecki film familijny, baśń filmowa z 1982 roku w reżyserii Michaiła Juzowskiego. Autorką scenariusza jest Ałła Achundowa. Film powstał na podstawie utworu Eduarda Uspienskiego «Вниз по волшебной реке».

## Obsada
- Roman Nonastyrski jako Mitia Sidorow
- Tatjana Pieltcer jako Baba Jaga
- Jelizawieta Nikiszczichina
- Leonid Charitonow
- Tatjana Aksiuta
- Aleksandr Kuzniecow
- Aleksandr Filippienko
- Jurij Czernow
- Jurij Miedwiediew
- Aleksandr Piatkow
- Leonid Kaniewski
- Oleg Anofrijew
- Anastasija Zujewa
- Natalia Kraczkowska
- Gieorgij Martirosian
- Siergiej Nikołajew
- Jelena Oziercowa
- Jurij Czekułajew
- Miczisław Juzowski

## Wersja polska
- Wersja polska: Studio Opracowań Filmów w Łodzi
- Reżyseria: Grzegorz Sielski
- Dialogi: Alicja Karwas
- Dźwięk: Henzla
- Montaż: Ewa Rajczak
- Kierownictwo produkcji: Bożena Dębowska

Źródło: